# Quam aerumnosa
Quam aerumnosa, en español "Qué infeliz",  es la vigésimo novena encíclica del papa León XIII, publicada el 10 de diciembre de 1888 y dirigida a los arzobispos y obispos americanos, que trata sobre los inmigrantes italianos que acuden a Estados Unidos huyendo de la miseria.

## Contenido de la encíclica
Quam aerumnosa et calamitosa sit eorum conditio, qui ex Italia quotannis in Americae regiones ad vitae subsidia quaerenda turmatim commigrant, tam compertum Vobis est, ut nihil attineat id fuse per Nos explicari.
Qué infeliz y desdichada es la condición de los que emigran en masa desde Italia a las regiones de América cada año para buscar medios de subsistencia, os es tan bien conocida, que no hay necesidad de insistir en ello por Nuestra parte.

El papa señala cómo, a la dureza de los trabajos que consiguen, se une el desconocimiento del idioma y el entorno, y la actitud de hombre codiciosos que abusan de su debilidad. Pero, además, los que consiguen procurarse lo suficiente para el sustento, abandonan gradualmente los principios de la virtud humana y fijan todas sus esperanzas en lo terreno, sometidos a los estímulos de la codicia y al engaño de las sectas. 
Ante esta situación, explica el papa, encomendó a las Sagrada Congregación de la Doctrina de la Fe que estudiase este tema. Como la principal causa de este problema es que los inmigrantes carecen de asistencia sacerdotal ha decidido enviar allí a numerosos sacerdotes italianos que puedan atender en su lengua, enseñarles la doctrina y la moral, e impartirle los sacramentos. Para facilitar esta tarea mediante un breve de fecha 15 de noviembre, ha establecido, en Piacenza,un Colegio Apostólico de Sacerdotes, bajo el cuidado de obispo de Juan Bautista Scalabrini.

Entre los discípulos de aquel Colegio que deseamos que sea como un seminario de ministros de Dios para la salud de los italianos que viven en América, queremos que los jóvenes de vuestros países, nacidos de padres italianos, sean también acogidos y educados, con tal de que, como llamados por el Señor, deseen ser iniciados en las órdenes sagradas, para que luego, fortalecidos por el sacerdocio y vuelto allí, puedan ejercer bajo vuestra autoridad pastoral aquellas funciones del ministerio apostólico que se necesiten

Para facilitar la labor en América de esos sacerdotes, interesará que en las diócesis en que haya más inmigrantes italianos se establezcan convictorios para estos sacerdotes de modo que desde allí puedan viajar a las regiones del entorno para dar su atención sacerdotal.
El papa concluye la encíclica diciendo que estos son los remedios que ha considerado que se podían poner desde la Santa Sede, que si alguno, tras estudiarlo y recoger la opiniones los demás, considera que se podría alguna otra cosa, no deje de comunicarlo a la Sagrada Congragación para la doctrina de la Fe. Por lo demás espera muchos frutos de estas medidas, contando también con la generosidad de los fieles americanos para apoyar esta empresa. Orando a Dios por que sea favorable a esta empresa, envía a los obispos a quienes dirige la encíclica, a su clero y a los files su bendición apostólica.